# 大阪常磐会大学付属常磐会幼稚園
大阪常磐会大学付属常磐会幼稚園（おおさかときわかいだいがくふぞくときわかいようちえん)は、大阪府大阪市平野区にある私立幼稚園。
学校法人常磐会学園が設置する。大阪常磐会大学をはじめ学校法人常磐会学園傘下の施設と連携して幼稚園教育の実践的研究に取り組むとともに、大阪常磐会大学短期大学部の学生の教育実習を受け入れている。
大阪府女子師範学校（大阪教育大学の前身校の一つ）同窓会・常磐会によって設立された経緯から、敷地が大阪教育大学（附属平野校園）に隣接している。

## 沿革
大阪府女子師範学校および附属小学校・幼稚園は、1925年に天王寺桃山（天王寺区北山町・小宮町、現大阪府立夕陽丘高等学校敷地）から平野（住吉区平野流町）に移転した。
平野は当時宅地化が進み、児童を含めた地域の人口が増加していた。大阪府女子師範学校の同窓会・常磐会は1927年2月、幼稚園を設置する計画を立てた。幼稚園の敷地には、大阪府女子師範学校に隣接する土地が充てられた。
幼稚園敷地はもともと、同窓会館を建設するために準備した土地だった。同窓会館は桃山にあった大阪府女子師範学校の建物を移築することにしていたものの、同時期に校内火災で校舎を焼失した大阪府立天王寺中学校（現在の大阪府立天王寺高等学校）の仮校舎として桃山の旧敷地が使用されることになったため移築は当面の間できなくなったことも、幼稚園へと用途変更を実施した背景にある。
1927年4月より園舎建設が開始され、1927年9月1日付で常磐会幼稚園が開園した。1943年より大阪第一師範学校女子部（女子師範学校が官立移管・改称）の代用付属幼稚園に指定され、師範学校学生の教育実習を受け入れた。
太平洋戦争終戦後の1950年代初頭には幼稚園入園希望者が増加する一方、幼稚園教員養成機関は不足する状況となっていた。幼稚園教員養成機関の設置は急務として、常磐会でも幼稚園教員養成を図ることになった。
幼稚園教員養成機関として1953年4月28日、夜間課程の常磐会幼稚園教員養成所が園内に併設された。常磐会幼稚園は幼稚園教員養成所の実習園となった。常磐会幼稚園教員養成所は1961年に常磐会保育学院に改組され、1962年に独立校舎（現・幼稚園南側の常磐会短大第二学舎）に移った。
1964年には常磐会短期大学の開学により、保育学院は同短大へ教育実践を継承する形で廃止されている。常磐会短大開学以降は同短大の実習園となっている。
2025年に常磐会学園大学が大阪常磐会大学に名称変更したことに伴い、当園は大阪常磐会大学付属常磐会幼稚園に名称変更した。

### 年表
- 1927年9月1日 - 常磐会幼稚園として現在地に開園。
- 1943年 - 大阪女子師範学校代用付属幼稚園として実習指導の場となる。
- 1945年 - 第二次世界大戦で空襲が多くなり休園。終戦後の11月15日に再開。
- 1953年4月28日 - 常磐会幼稚園教員養成所が創設され、その実習・指導園となる。
- 1955年9月12日 - 学校法人常磐会学園が創設され、その傘下に移管される。
- 1964年 - 常磐会短期大学開学により、その実習・指導園となる。
- 1974年 - 常磐会短期大学付属常磐会幼稚園に名称を変更する。
- 1975年 - 園舎を建て替え。
- 1991年 - 週5日制施行。
- 2015年 - 園舎を建て替え。新制度による幼稚園型認定こども園の認定を受ける。
- 2025年 - 大阪常磐会大学付属常磐会幼稚園に名称を変更する。

## 交通
- 地下鉄谷町線 平野駅 南東へ約400m。